# Santiago Cafiero
Santiago Cafiero (San Isidro, 1979) é um cientista político e político argentino. Desde setembro de 2021, ocupa o cargo de Ministro das Relações Exteriores da Argentina.
Em dezembro de 2019, assumiu o posto de Chefe de Gabinete do presidente Alberto Fernández, cuja campanha vitoriosa chefiou. Ficou no cargo até setembro de 2021, quando Fernández promoveu uma reforma ministerial após a derrota dos candidatos do governo nas eleições primárias legislativas daquele mês. Cafiero, questionado publicamente pela vice-presidenta Cristina Kirchner, foi então remanejado para a chancelaria.
Antes de se tornar ministro, foi vereador de San Isidro de 2009 a 2013 e ocupou diversos cargos durante toda a gestão de Daniel Scioli como governador da província de Buenos Aires.
É neto do dirigente peronista Antonio Cafiero. Graduou-se em Ciência Política pela Universidade de Buenos Aires.